# Kamp-Lintfort

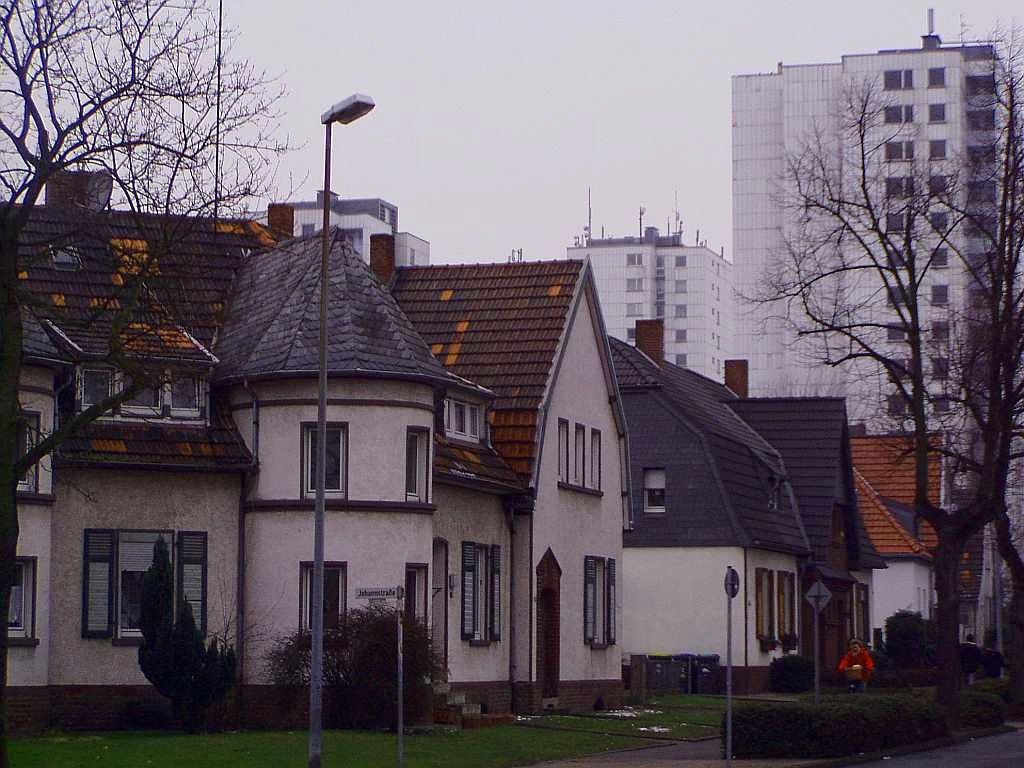
Maisons de mineurs et les "Trois géants blancs" à Kamp-Lintfort

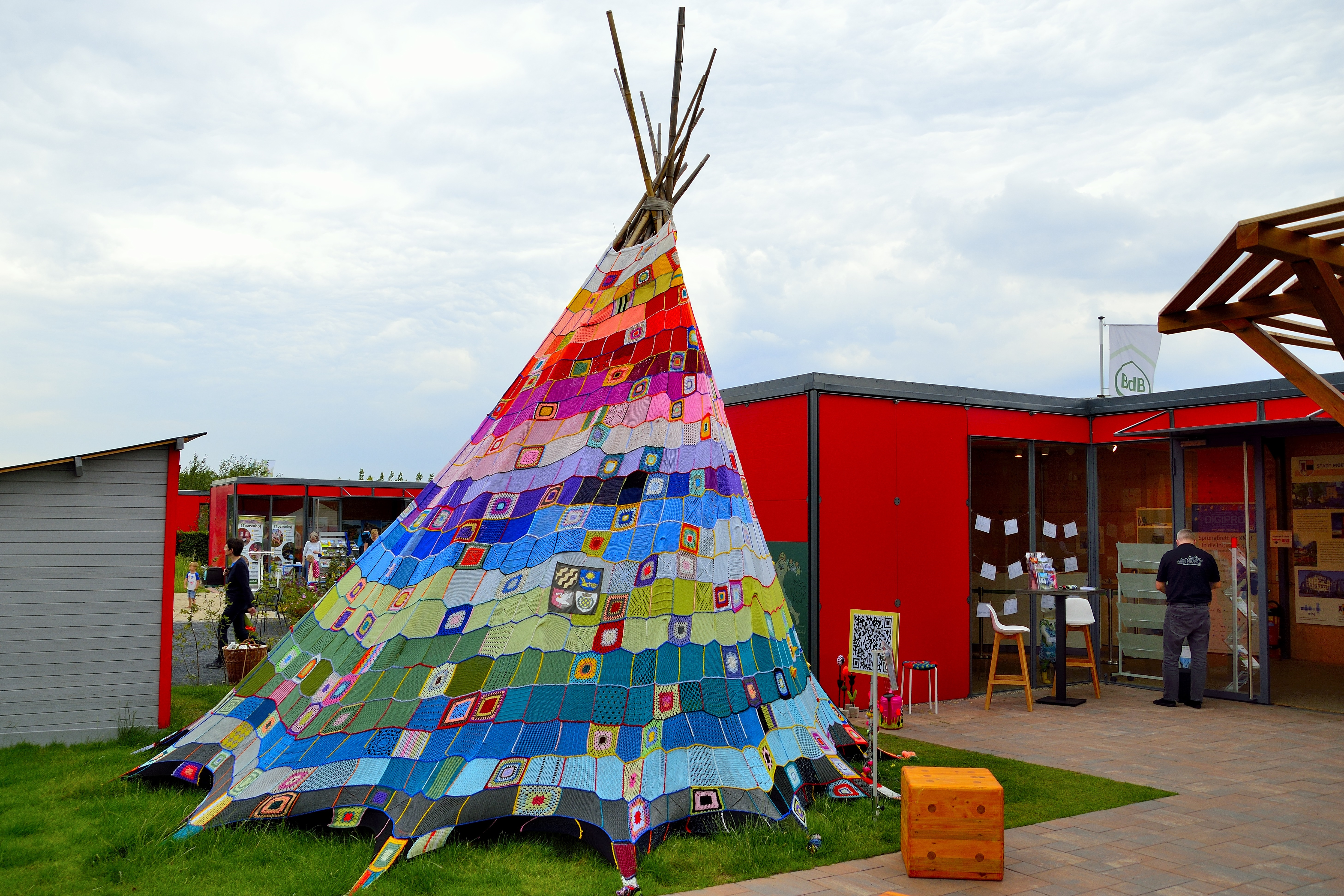
Une tente tricotée pour une fête à Kamp-Lintfort. Juillet 2020.

Kamp-Lintfort (en allemand : /ˌkampˈlɪnt.fɔʁt/ ) est une ville d'Allemagne, dans l'arrondissement de Wesel en Rhénanie-du-Nord-Westphalie. Elle se situe à 8 km au nord-ouest de Moers. Sur le territoire de la ville se trouve l’abbaye de Kamp, la première abbaye cistercienne fondée en Allemagne.

## Jumelages
- Chester-le-Street (Royaume-Uni) depuis 1981
- Cambrai (France) depuis 1989
- Zory (Pologne) depuis 2004

## Football
- SV Lintfort

## Personnalités
- Johann Ewich (1525-1588), médecin né à Hoerstgen.
- Jacob Wiener (1815-1899), médailleur belge né à Hoerstgen.
- Josef Schürgers (1922-2001), homme politique né à Kamp-Lintfort.
- Heinz Eikelbeck (1926-2011), homme politique né à Kamp-Lintfort.
- Brigitte Asdonk (* 1947), membre de la première génération de la Fraction armée rouge née à Kamp-Lintfort.